# پیر بیانکونی
پیر بیانکونی (انگلیسی: Pierre Bianconi; ۱۶ نوامبر ۱۹۶۲
last seen 2۹ دسامبر ۱۹۹۳ (aged 31) – ۲۹ دسامبر ۱۹۹۳) بازیکن فوتبال اهل فرانسه بود.
از باشگاه‌هایی که در آن بازی کرده‌است می‌توان به باشگاه فوتبال باستیا، باشگاه فوتبال پاری سن ژرمن، باشگاه فوتبال کن، و باشگاه فوتبال نیم المپیک اشاره کرد.
وی همچنین در تیم ملی فوتبال Corsica بازی کرده‌است.